# Valentina Zago
Valentina Zago (Padova, 21 febbraio 1990) è una pallavolista italiana, opposto della Trentino.

## Carriera

### Club
La carriera di Valentina Zago inizia nel 2005 nella Pallavolo Stra, dove disputa il campionato di Serie C; nell'annata successiva entra a far parte del club della Federazione Italiana Pallavolo, ossia il Club Italia, in Serie B2, dove resta per due stagioni.
Nella stagione 2008-09 passa alla Valsugana Volley di Padova, in Serie B1, mentre per il campionato successivo resta nella stessa divisione vestendo la maglia del San Casciano.
Nella stagione 2011-12 viene acquistata dal Casalmaggiore, neopromosso in Serie A2: a seguito del ripescaggio della squadra lombarda esordisce in Serie A1 nella stagione 2013-14, ma nel gennaio 2015 lascia la formazione lombarda per fare la sua prima esperienza all'estero, venendo ingaggiata per la seconda parte dell'annata dal Le Cannet, club militante nella Ligue A francese, aggiudicandosi la Coppa di Francia.
Ritorna in Italia già per il campionato 2015-16, ingaggiata dalla Pro Victoria, in Serie A2, con cui conquista la promozione. Nella stagione 2016-17 è alla Savino Del Bene di Scandicci in Serie A1, stessa categoria dove milita nell'annata seguente quando però difende nuovamente i colori della formazione di Casalmaggiore, mentre nell'annata 2018-19 ritorna al club di Scandicci.
Nella stagione 2019-20 torna a disputare il campionato cadetto, ingaggiata dal Pinerolo: al termine dell'annata 2021-22 ottiene la promozione nella massima divisione italiana, a cui partecipa dalla stagione successiva con lo stesso club. Per il campionato 2023-24 firma per la Trentino, nepromossa in Serie A1.

### Nazionale
Nel 2007, con la nazionale under 18 vince la medaglia di bronzo al campionato europeo di categoria.
Nel 2011 ottiene le prime convocazioni nella nazionale maggiore.

## Palmarès

### Club
- Coppa di Francia: 1

2014-15

### Nazionale (competizioni minori)
- Campionato europeo under 18 2007